# SF大会
SF大会（えすえふたいかい、英語：science fiction convention）は、サイエンス・フィクション（SF）とファンタジーファンが集まる祭典である。 
なお、日本で単に「SF大会」と言えば日本SF大会のことである。国内のその他のものはSFコンベンションと呼ぶのがふつう。

## 種類

### 世界SF大会（ワールドコン）
初のSF大会はニューヨーク市で1939年に開催され、地方のSFファンクラブによって組織されたものであった。その後1940年と1941年に開催、太平洋戦争によって中断されたものの、戦後1946年より毎年開催されている。
これらは世界SF大会またはワールドコンと呼ばれ、主に北米の大都市で開催される。北米以外で開催される時は、同年にミラー大会が北米で開催されるが、これはワールドコンとは呼ばない。
大会においてSFファンは、SFのプロ（作家・画家・映画制作者など）と一緒に、過去の名作や最近の作品、SFの市場や将来について語り明かす事を、目的としている。ワールドコンの参加者によって、前年の最良のサイエンス・フィクションを選ぶ投票が行なわれ、これはヒューゴー賞と呼ばれる。

### ナショナルコンベンション
イギリスのイースターコン（Eastercon、1948 – ）、日本の日本SF大会（1962 – ）、ドイツのフェドコン（FedCon、1992 – ）など。
日本では「××（国名）SF大会」などと紹介されることもあるが、同じ国にナショナルコンベンションが複数あり混乱を生むことがある。アメリカではナショナルコンを普通ローカルコンと称する。また、中華人民共和国ではおよそ10年に1回「国際科幻（SF）大会」を開催し、各国の宇宙飛行士を招聘するなどの盛大さで知られる。

### リージョナルコンベンション
アメリカ西部のウェスターコン（Westercon、1948 – ）、ヨーロッパのユーロコン（Eurocon、1972 – ）など。

### 地方コン（ローカルコン）
日本では、ダイナコン（名古屋）、ガタコン（新潟県、ただし近年は関東での開催）、ロリコン（ローカル・リフレッシュ・コンベンションの略、長野県）、雲魂（ウンコンとも、島根県）、はるこん（関東近郊）などがある。大規模な大会のように各地を巡回はせず、毎年同じ会場で開かれることが多い。

### サーコン
東京のSFセミナー（1980 – ）、京都の京都SFフェスティバル（1982 – ）など、主に活字SFを主題にした硬派な評論系の企画のみを行うもの。"Serious and Constructive"（真面目で建設的な）を略した、アメリカSFファンダムの用語「Sercon」が語源。

## 他の大会
SF大会のフォーマットを模して、近隣ジャンルやサブジャンルの大会が開かれている。

### 世界ファンタジー大会
ファンタジーも世界SF大会の中で扱われてきたが、1970年代にファンタジー文学の人気が高まり、独立した世界ファンタジー大会（World Fantasy Convention）が1975年から毎年開催されている。しかしこちらはファンとの接触が少なめであり、世界ファンタジー大会の参加者の多くは、ワールドコンにも参加している。

### 世界ホラー大会
世界ホラー大会（World Horror Convention）が1991年から開かれている。

### コミコン
コミコン・インターナショナルは1970年から開かれている漫画・アニメのコンベンションである。ただし、SF大会の漫画版というよりは、メディア企業の展示会としての側面が強い。

### 日本漫画大会
日本漫画大会は、日本SF大会に倣って1972年から開かれた（現在は開かれていない）、漫画のコンベンションである。コミックマーケットのルーツと説明されることもあるが、コミックマーケットは一部スタッフが日本漫画大会出身ではあったが、この大会の批判から誕生した。

### オンリーコン
幾つかのSF作品（多くは映画かテレビシリーズ）は、作品単独で大会を開けるほど大勢のファンを獲得している。主な作品としては『スタートレック』、『ダーコーヴァー年代記』、『スター・ウォーズ』など。